# Helina tuomuerra
Helina tuomuerra är en tvåvingeart som beskrevs av Xue 2001. Helina tuomuerra ingår i släktet Helina och familjen husflugor.
Artens utbredningsområde är Xinjiang (Kina). Inga underarter finns listade i Catalogue of Life.